# Lijst van voetbalinterlands Bulgarije - Hongarije
Deze lijst van voetbalinterlands is een overzicht van alle officiële voetbalwedstrijden tussen de nationale teams van Bulgarije en Hongarije. De landen hebben tot op heden 22 keer tegen elkaar gespeeld. De eerste ontmoeting was een kwalificatiewedstrijd voor het Wereldkampioenschap voetbal 1934 en werd gespeeld in Sofia op 25 maart 1934. Het laatste duel, een kwalificatiewedstrijd voor het Europees kampioenschap voetbal 2024, vond plaats op 16 november 2023 in de Bulgaarse hoofdstad.

## Wedstrijden
| №  | Plaats       | Datum             | Competitie           | Wedstrijd             | Uitslag |
| -- | ------------ | ----------------- | -------------------- | --------------------- | ------- |
| 1  | Sofia        | 25 maart 1934     | WK 1934 kwalificatie | Bulgarije − Hongarije | 1 − 4   |
| 2  | Boedapest    | 29 april 1934     | WK 1934 kwalificatie | Hongarije − Bulgarije | 4 − 1   |
| 3  | Sofia        | 6 juni 1943       | Vriendschappelijk    | Bulgarije − Hongarije | 2 − 4   |
| 4  | Boedapest    | 17 augustus 1947  | Vriendschappelijk    | Hongarije − Bulgarije | 9 − 0   |
| 5  | Sofia        | 7 november 1948   | Vriendschappelijk    | Bulgarije − Hongarije | 1 − 0   |
| 6  | Boedapest    | 30 oktober 1949   | Vriendschappelijk    | Hongarije − Bulgarije | 5 − 0   |
| 7  | Sofia        | 12 november 1950  | Vriendschappelijk    | Bulgarije − Hongarije | 1 − 1   |
| 8  | Sofia        | 4 oktober 1953    | Vriendschappelijk    | Bulgarije − Hongarije | 1 − 1   |
| 9  | Boedapest    | 23 juni 1957      | WK 1958 kwalificatie | Hongarije − Bulgarije | 4 − 1   |
| 10 | Sofia        | 15 september 1957 | WK 1958 kwalificatie | Bulgarije − Hongarije | 1 − 2   |
| 11 | Rancagua     | 3 juni 1962       | WK 1962              | Hongarije − Bulgarije | 6 − 1   |
| 12 | Manchester   | 20 juli 1966      | WK 1966              | Hongarije − Bulgarije | 3 − 1   |
| 13 | Sofia        | 19 mei 1971       | EK 1972 kwalificatie | Bulgarije − Hongarije | 3 − 0   |
| 14 | Boedapest    | 25 september 1971 | EK 1972 kwalificatie | Hongarije − Bulgarije | 2 − 0   |
| 15 | Zalaegerszeg | 31 maart 1974     | Vriendschappelijk    | Hongarije − Bulgarije | 3 − 1   |
| 16 | Sofia        | 10 november 1974  | Vriendschappelijk    | Bulgarije − Hongarije | 0 − 0   |
| 17 | Boedapest    | 30 maart 2005     | WK 2006 kwalificatie | Hongarije − Bulgarije | 1 − 1   |
| 18 | Sofia        | 8 oktober 2005    | WK 2006 kwalificatie | Bulgarije − Hongarije | 2 − 0   |
| 19 | Győr         | 29 februari 2012  | Vriendschappelijk    | Hongarije − Bulgarije | 1 − 1   |
| 20 | Sofia        | 8 oktober 2020    | EK 2020 kwalificatie | Bulgarije – Hongarije | 1 − 3   |
| 21 | Boedapest    | 27 maart 2023     | EK 2024 kwalificatie | Hongarije − Bulgarije | 3 − 0   |
| 22 | Sofia        | 16 november 2023  | EK 2024 kwalificatie | Bulgarije − Hongarije | 2 − 2   |

## Samenvatting
| Competitie        | Totaal gespeeld | Winst Bulgarije | Gelijk | Winst Hongarije | Doelsaldo Bulgarije – Hongarije |
| ----------------- | --------------- | --------------- | ------ | --------------- | ------------------------------- |
| WK-eindronde      | 2               | 0               | 0      | 2               | 2 − 9                           |
| WK-kwalificatie   | 6               | 1               | 1      | 4               | 7 − 15                          |
| EK-kwalificatie   | 5               | 1               | 1      | 3               | 6 − 10                          |
| Vriendschappelijk | 9               | 1               | 4      | 4               | 7 − 24                          |
| Totaal            | 22              | 3               | 6      | 13              | 22 − 58                         |

Wedstrijden bepaald door strafschoppen worden, in lijn met de FIFA, als een gelijkspel gerekend.

## Details

### Negentiende ontmoeting
| Vriendschappelijk (Győr, Hongarije, 29 februari 2012): |       |                    |
| Hongarije                                              | 1 – 1 | Bulgarije          |
| Ádám Szalai 42'                                        | goals | 87' Valeri Bojinov |